# Kamieniec (powiat Sandomierski)
Kamieniec is een dorp in de Poolse woiwodschap Święty Krzyż. De plaats maakt deel uit van de gemeente Koprzywnica en telt 122 inwoners.